# 藤田太陽
藤田 太陽（ふじた たいよう、1979年11月1日 - ）は、秋田県秋田市飯島出身の元プロ野球選手（投手）、野球指導者。
日本プロ野球（NPB）では、阪神タイガースに在籍していた2004年から2008年まで、名前のみの「太陽」を登録名に用いていた。2016年から、社会人野球チームのロキテクノベースボールクラブ（2020年からロキテクノ富山）に在籍。2020年シーズンまでコーチ兼任で現役生活を続けた後に、同年12月8日から監督を務めている。

## 経歴

### プロ入り前
飯島小、飯島中卒。秋田県立新屋高等学校への進学後、外野手としてのプレーを経て、2年生の秋から本格的に投手へ転向。3年の夏の秋田大会では2回戦で敗退。新屋高校は1回戦で勝ったことがないほどの弱小校であったが、「弱いところで活躍した方がより目立てる」という理由で入学したという。秋田県内の同学年で、後にプロから指名された選手としては石川雅規、仁部智、後松重栄（ニューヨーク・メッツと契約）がいる。
高校3年生の時点でプロからの誘いがあったが、下位指名が予想されたことと、社会人野球を経て指名された方が契約金が高くなるという目論見もあり、川崎製鉄千葉へ入社。2年目の1999年に頭角を現し、第14回IBAFインターコンチネンタルカップ日本代表に選出され、大会では最優秀防御率賞に輝き日本の3位入賞に貢献した。
2000年にシドニーオリンピックの代表候補として直前合宿に参加したが、肘に違和感を覚え本選には選出されなかった。同年秋のNPBドラフト会議の直前に、巨人と阪神タイガースが最後まで獲得を競ったが、当時存在していた逆指名制度を通じて阪神へ入団。1位指名扱いでの入団で、背番号は15。

### 阪神時代
2001年はオープン戦の対日本ハムファイターズ戦（阪神甲子園球場）に先発した際、その試合を中継した朝日放送が、公式戦ではないもののゴールデンルーキーの初登板ということで、CMに入る直前に随所で藤田の幼い頃の写真を紹介したり、『週刊ベースボール』の選手名鑑号では他主力選手を差し置いて表紙にも掲載されるなど、周囲の期待の高さをうかがわせた。しかし、安芸キャンプで投手コーチの八木沢荘六に命ぜられたフォーム改造と投げ込み過多で右肘に炎症を起こし、開幕戦に登板したもののすぐに二軍へ降格。シーズン最終戦でプロ初先発するも、4回を投げてエディ・ディアスと野村謙二郎に本塁打を打たれるなど被安打8, 5失点だった。なお、このフォーム矯正は野村克也監督がコーチに指示したものであったため、藤田は後年野村から直接謝罪されている。
2002年は春季キャンプで右ふくらはぎの肉離れを起こして出遅れ、7月24日になって一軍昇格。藤川球児と共に積極的に先発投手として起用され、同年プロ初勝利初完投を記録。
2003年は開幕ローテーション入りを果たすが、右肘靭帯の損傷で離脱して6月に右手首からの靭帯移植手術を受けた。
2004年は秋の教育リーグで実戦登板したのみで終わった。
2005年は開幕ローテーションに入るが結果を残せず二軍へ降格し、その後は8月に中継ぎとして数試合に登板するにとどまった。
2007年の秋季キャンプから、それまでのオーバースローより腕の位置を下げたスリー・クォーターにフォーム改造。
2008年2月にはさらに腕を下げてサイドスローに転向した。

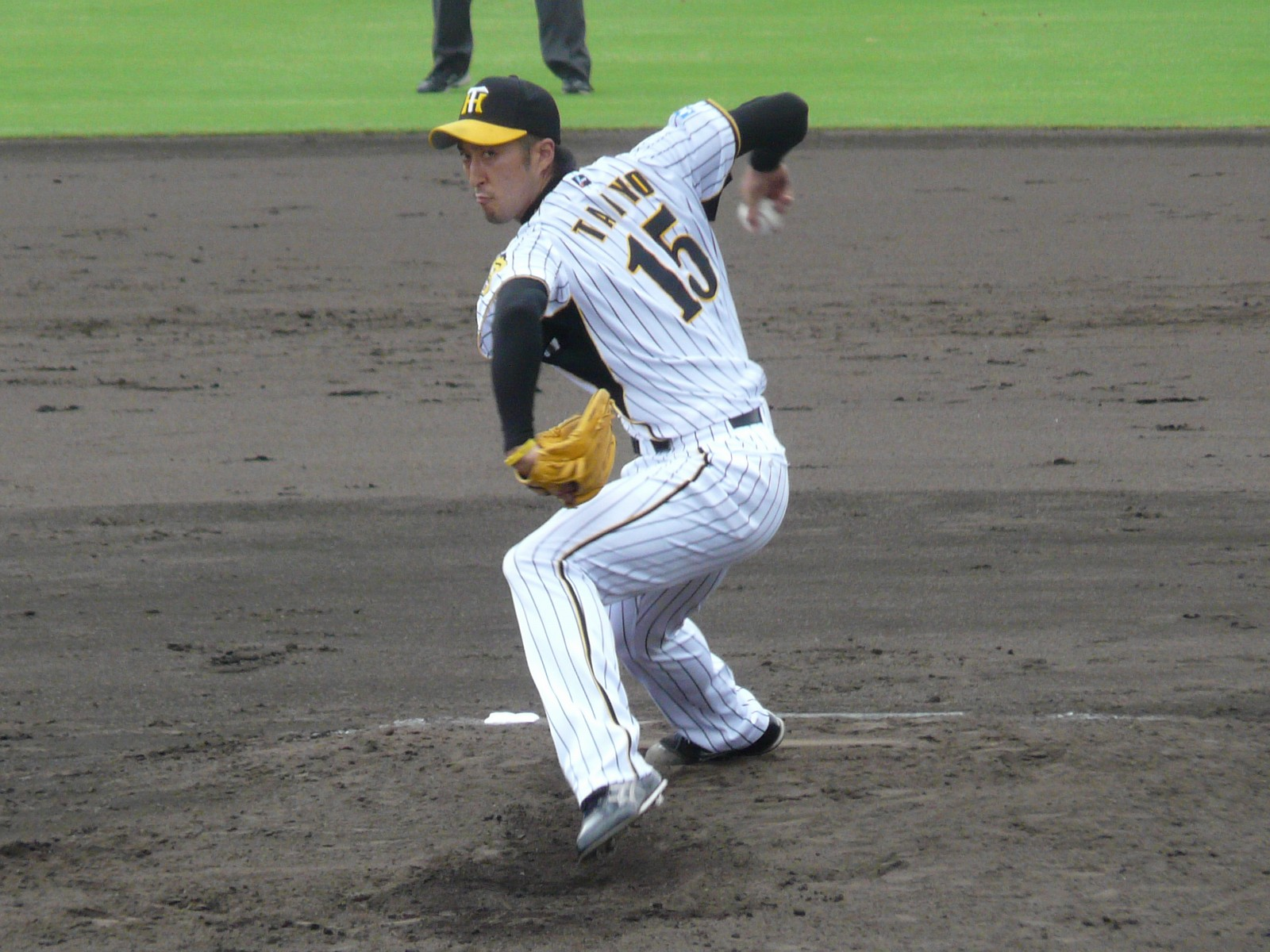
阪神時代
（2008年6月27日、阪神鳴尾浜球場）

このように阪神在籍時は潜在能力こそ高く評価されていたが、ケガが多く、一軍では目立った成績を挙げることがなかったため、「未完の大器」とも「ブルペンエース」とも称された。

### 西武時代
2009年7月11日、内野手陣を強化したい阪神と中継ぎ投手を求める西武の思惑が一致したことにより、水田圭介との交換トレードで西武へ移籍。この1か月ほど前にも、同じく西武の赤田将吾とのトレードが合意に達したと一部のスポーツ紙で報道されていた。背番号は水田が着けていた45を引き継いだ。

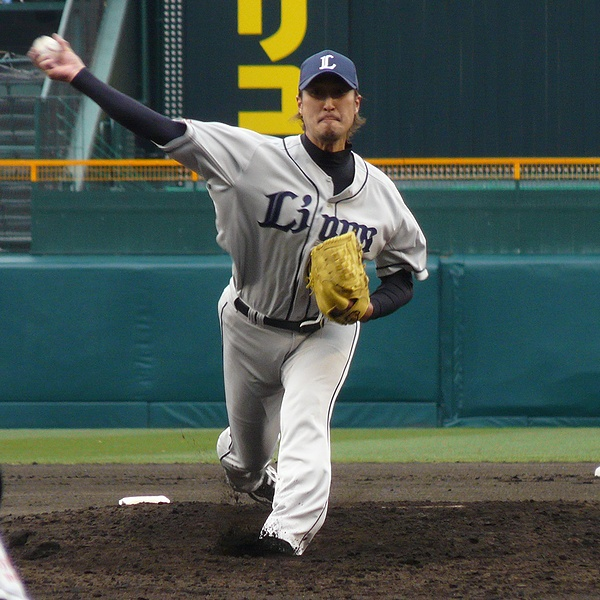
西武時代
（2011年3月10日、阪神甲子園球場）

移籍後は中継ぎとして安定した投球を披露し、終盤には抑えとして起用されることもあった。移籍後はわずか2か月半で25試合に登板し、防御率2.00を記録するなど、同年不安定さの目立った西武リリーフ投手陣の中で中継ぎとして活躍した。
2010年は、ブライアン・シコースキーにつなぐセットアッパーを務め、4月30日の対日本ハム戦でサヨナラ打を喫するまで無失点、防御率0.00の活躍をしたものの、故障と不調で2度の登録抹消。復帰した後も精彩を欠く登板が続き、被本塁打が増えるなど、安定感に欠ける面も見られた。しかし、最終的には自己最多となる48試合に登板し19ホールドを記録した。
2011年は開幕直後に打ち込まれ、二軍に降格。その後も二軍で好投を見せるも、一軍に昇格しては打ち込まれ、二軍へ逆戻りを繰り返した。
2012年は3試合の登板に終わり、10月2日に戦力外通告を受けた。11月9日に東京ヤクルトスワローズが獲得を発表。

### ヤクルト時代
2013年8月7日中日ドラゴンズ戦で4年ぶりにセーブを挙げるなどリリーフとして20試合に登板し、防御率1.93を記録したが、10月8日に球団から2度目の戦力外通告を受けた。慢性的な右肘の痛みに悩まされていたこともあり、現役を引退。

### 現役引退後（第1期）
東京・西麻布の焼肉店に勤務するかたわら、フリーランスの野球解説者として、出身地の秋田や関東・関西地方のテレビ・ラジオ番組へ随時出演。また、大久保博元主宰の野球塾『デーブベースボールアカデミー』で講師を務めたのち、水田圭介が塾長を務める野球塾「野球塾ブリジャール」で特別投手コーチを務めている。

### 現役復帰後
2015年12月14日に、富山県のクラブチーム・ロキテクノベースボールクラブ（2020年からロキテクノ富山）で投手兼任コーチとして現役に復帰することが発表された。コーチとしては、2017年まで主に投手を指導していたが、2018年には「総合コーチ」という肩書で打撃指導も担当していた。
ロキテクノベースボールクラブでは、加入の初年（2016年）から2018年シーズンまで「（運営会社・ロキテクノの社業とは無関係の）外部コーチ兼投手」として扱われていた。しかし、2018年にチームを初めての全日本クラブ野球選手権本大会出場に導いたことから、「『選手たちを都市対抗野球大会で東京ドームへ連れて行く』という自分の夢を実現させるためにも、自分が同じ会社の一員になることで、今まで以上に多くの時間を共有しながら選手たちを育てたい」と決意。2019年2月1日付で、ロキテクノの親会社である株式会社ロキグループへ入社した。
ロキグループへの入社後は、東京にある本社経営企画室の経営企画グループで広報や広告宣伝活動を担いながら、ロキテクノベースボールクラブ→ロキテクノ富山のヘッドコーチ兼投手として活動。2020年シーズン限りで再び引退した。

### 現役引退後（第2期）
ロキテクノ富山が2021年1月に日本野球連盟から企業チームとして認定されることを視野に、2020年12月8日付で監督に就任した。

## 詳細情報

### 年度別投手成績
| 年 度      | 球 団      | 登 板 | 先 発 | 完 投 | 完 封 | 無 四 球 | 勝 利 | 敗 戦 | セ 丨 ブ | ホ 丨 ル ド | 勝 率 | 打 者 | 投 球 回 | 被 安 打 | 被 本 塁 打 | 与 四 球 | 敬 遠 | 与 死 球 | 奪 三 振 | 暴 投 | ボ 丨 ク | 失 点 | 自 責 点 | 防 御 率 | W H I P |
| ---------- | ---------- | ----- | ----- | ----- | ----- | -------- | ----- | ----- | -------- | ----------- | ----- | ----- | -------- | -------- | ----------- | -------- | ----- | -------- | -------- | ----- | -------- | ----- | -------- | -------- | ------- |
| 2001       | 阪神       | 3     | 1     | 0     | 0     | 0        | 0     | 1     | 0        | --          | .000  | 39    | 7.1      | 11       | 2           | 7        | 0     | 1        | 2        | 0     | 0        | 12    | 12       | 14.73    | 2.45    |
| 2002       | 阪神       | 12    | 8     | 1     | 0     | 0        | 2     | 5     | 0        | --          | .286  | 238   | 57.1     | 55       | 9           | 21       | 0     | 3        | 46       | 4     | 0        | 25    | 23       | 3.61     | 1.33    |
| 2003       | 阪神       | 5     | 5     | 0     | 0     | 0        | 1     | 2     | 0        | --          | .333  | 99    | 23.1     | 21       | 3           | 11       | 0     | 0        | 14       | 0     | 0        | 8     | 8        | 3.09     | 1.37    |
| 2005       | 阪神       | 4     | 2     | 0     | 0     | 0        | 1     | 1     | 0        | 0           | .500  | 54    | 12.0     | 16       | 4           | 3        | 0     | 0        | 4        | 0     | 0        | 9     | 8        | 6.00     | 1.58    |
| 2006       | 阪神       | 11    | 0     | 0     | 0     | 0        | 1     | 0     | 0        | 0           | 1.000 | 79    | 18.2     | 23       | 2           | 2        | 0     | 1        | 19       | 2     | 0        | 7     | 7        | 3.38     | 1.34    |
| 2007       | 阪神       | 3     | 0     | 0     | 0     | 0        | 0     | 0     | 0        | 0           | ----  | 27    | 6.0      | 9        | 0           | 0        | 0     | 0        | 7        | 0     | 0        | 3     | 2        | 3.00     | 1.50    |
| 2008       | 阪神       | 6     | 0     | 0     | 0     | 0        | 0     | 0     | 0        | 0           | ----  | 48    | 11.0     | 11       | 2           | 2        | 0     | 1        | 7        | 0     | 0        | 7     | 5        | 4.09     | 1.18    |
| 2009       | 阪神       | 2     | 0     | 0     | 0     | 0        | 0     | 0     | 0        | 0           | ----  | 9     | 1.1      | 4        | 0           | 1        | 0     | 0        | 1        | 0     | 0        | 1     | 1        | 6.75     | 3.75    |
| 2009       | 西武       | 25    | 0     | 0     | 0     | 0        | 2     | 0     | 3        | 4           | 1.000 | 113   | 27.0     | 24       | 2           | 9        | 2     | 1        | 10       | 0     | 0        | 6     | 6        | 2.00     | 1.22    |
| '09計      | 西武       | 27    | 0     | 0     | 0     | 0        | 2     | 0     | 3        | 4           | 1.000 | 122   | 28.1     | 28       | 2           | 10       | 2     | 1        | 11       | 0     | 0        | 7     | 7        | 2.22     | 1.34    |
| 2010       | 西武       | 48    | 0     | 0     | 0     | 0        | 6     | 3     | 0        | 19          | .667  | 183   | 46.0     | 43       | 8           | 7        | 2     | 2        | 29       | 2     | 0        | 20    | 20       | 3.91     | 1.09    |
| 2011       | 西武       | 14    | 0     | 0     | 0     | 0        | 0     | 2     | 0        | 0           | .000  | 71    | 15.1     | 19       | 4           | 3        | 0     | 2        | 13       | 0     | 0        | 10    | 10       | 5.87     | 1.44    |
| 2012       | 西武       | 3     | 0     | 0     | 0     | 0        | 0     | 0     | 0        | 0           | .000  | 21    | 3.2      | 9        | 2           | 1        | 0     | 1        | 3        | 0     | 0        | 6     | 6        | 14.73    | 2.73    |
| 2013       | ヤクルト   | 20    | 0     | 0     | 0     | 0        | 0     | 0     | 1        | 1           | ----  | 78    | 18.2     | 13       | 3           | 6        | 0     | 3        | 6        | 2     | 0        | 5     | 4        | 1.93     | 1.02    |
| 通算：12年 | 通算：12年 | 156   | 16    | 1     | 0     | 0        | 13    | 14    | 4        | 24          | .481  | 1059  | 247.2    | 258      | 41          | 73       | 4     | 15       | 161      | 10    | 0        | 119   | 112      | 4.07     | 1.34    |

### 記録
- 初登板：2001年3月30日、対読売ジャイアンツ1回戦（東京ドーム）、3回裏に2番手で救援登板、2回1/3を7失点
- 初先発：2001年10月8日、対広島東洋カープ28回戦（広島市民球場）、4回5失点で敗戦投手
- 初奪三振：同上、2回裏に高橋建から空振り三振
- 初勝利・初完投勝利：2002年9月3日、対広島東洋カープ22回戦（広島市民球場）、9回5安打2失点
- 初セーブ：2009年8月12日、対千葉ロッテマリーンズ14回戦（千葉マリンスタジアム）、12回裏に5番手で救援登板・完了、1回無失点
- 初ホールド：2009年8月16日、対北海道日本ハムファイターズ16回戦（札幌ドーム）、6回裏二死に3番手で救援登板、1回1/3を無失点

### 背番号
- 15（2001年 - 2009年途中）
- 45（2009年途中 - 2012年）
- 51（2013年）

### 登録名
- 藤田 太陽（ふじた たいよう、2001年 - 2003年、2009年 - 2013年）
- 太陽（たいよう、2004年 - 2008年）